# Правопис
Правописът (ортографията) е система от валидни за даден език норми (правила) за писане:
- писмено отбелязване на отделните думи и техните значими части – представки, корени, наставки, окончания;
- слятото, полуслятото и разделното писане;
- използването на главни и малки букви;
- пренасянето на части от думи на нов ред.

Правописът също така обхваща правила за поставяне на препинателни знаци (пунктуация), изписването на съкращения, транскрипцията на чужди имена в съответния език, транслитерацията на писмената система да дадения език в друга писмена система (например транслитерацията на българско писмо с латиница).

## Етимология
Лингвистичният термин ортография произлиза от латинската дума orthographia, която на свой ред произхожда от гръцките думи ὀρθός („правилен“) и γράφειν („пиша“).